# Ket (popolo)
I ket sono una piccola popolazione tribale che vive lungo il corso dello Enisej in Siberia.
Sono gli ultimi rappresentanti di un gruppo di popolazioni della Siberia che comprendeva anche:
kott, assan, arins, baikot, e pumpokol, che sono adesso estinti.
Fino agli anni ottanta sopravviveva un altro dialetto affine al ket, lo yugh parlato da 2-3 persone, ma è probabile che si sia estinto nel frattempo.
Gli assan si fusero con gli evenki (tungusi) ad est dello Enisej, gli arin e i baikot si fusero con gli hakassi a sud, i kott si russificarono a partire dal 1840.
Ad oggi sopravvivono circa 1.500 ket dello Enisej.

## Storia
I ket migrarono sul corso dello Enisej negli ultimi 2000 anni partendo da qualche punto a sud dei monti Sajany-Altai.
Le leggende ket narrano di un'antica migrazione al di là di una grande montagna verso nord in fuga da feroci invasori, i tystad, o uomini-di-pietra, su cui non abbiamo informazioni sicure, ma che potrebbero essere iranici provenienti da occidente o anche i portatori della cultura di Afanasevo (tocari?).
Successivamente furono scacciati ancora più a nord dal popolo dei kiliki, molto probabilmente i chirghisi dello Enisej.

## Antropologia fisica
Dal punto di vista dell'antropologia fisica, i ket si possono ascrivere alla tipologia uralica, quindi manifestante una miscela di caratteri europoidi e tataro-mongoli.

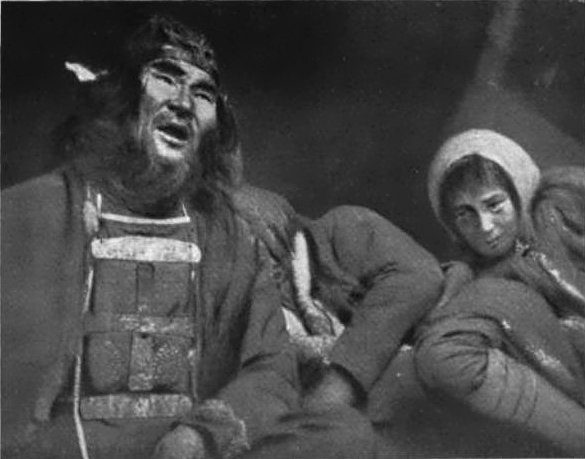
Sciamano ket (1914)
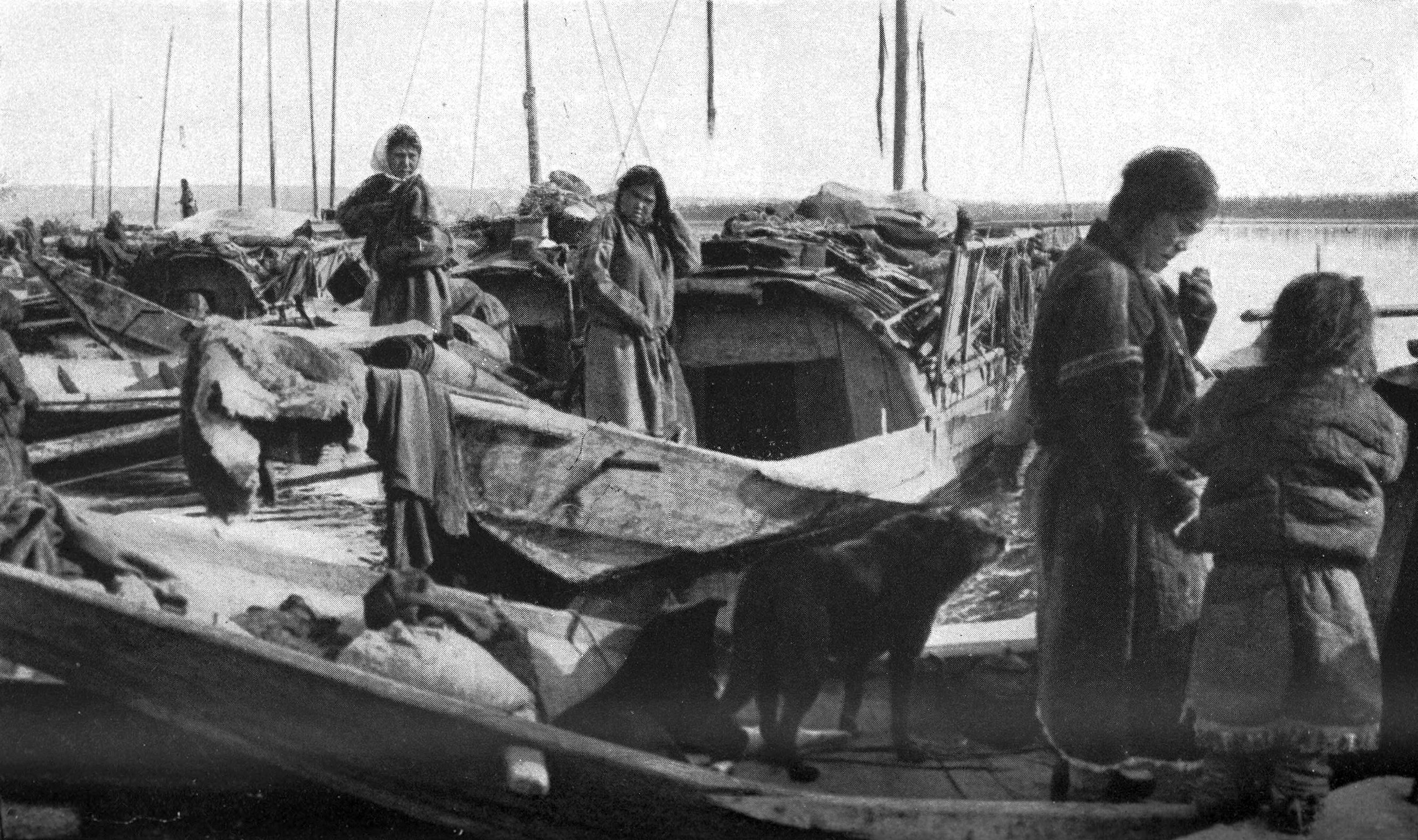
Imbarcazioni usate come abitazioni (1914)
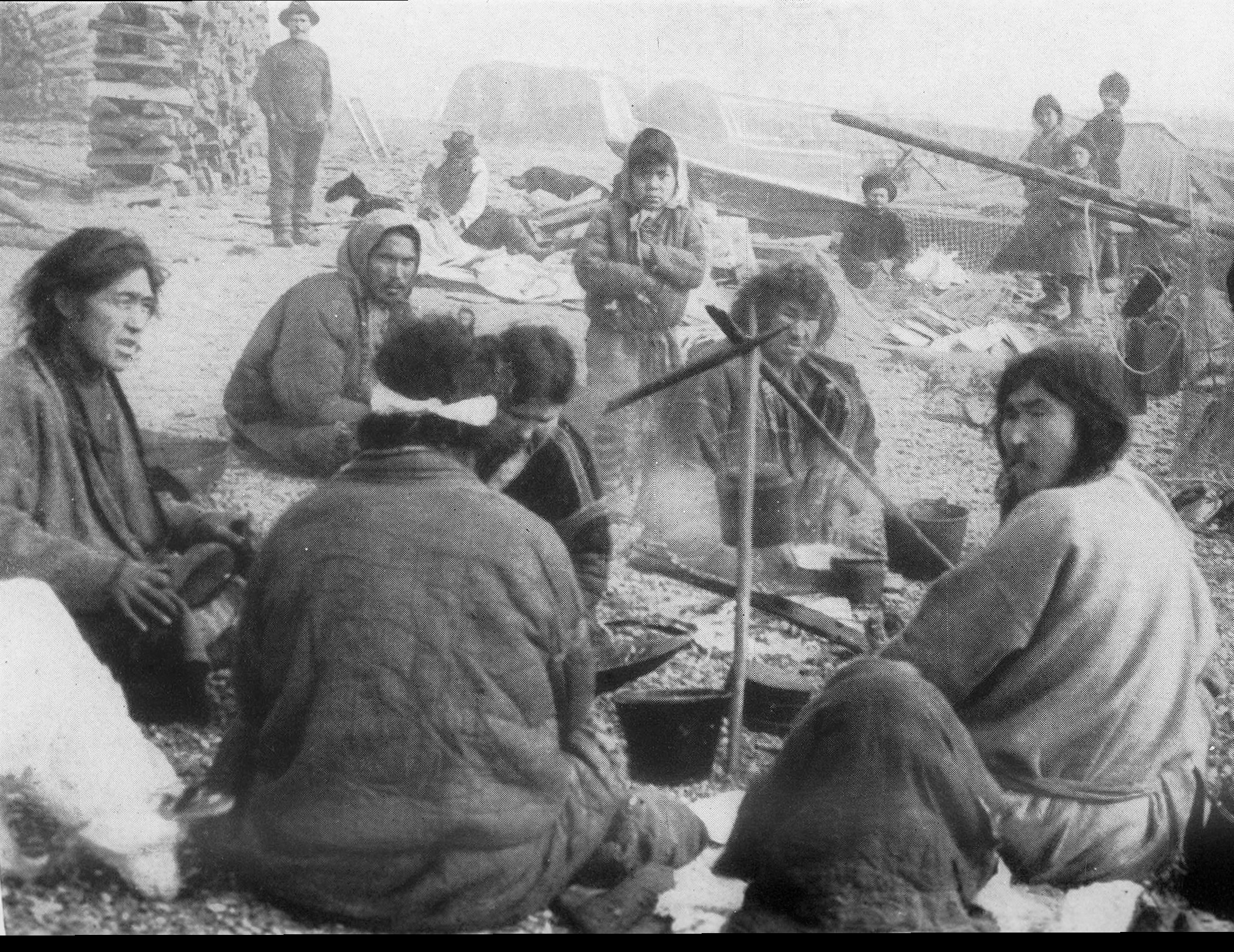
Un gruppo di ket attorno al fuoco fotografati nel 1914 dall'esploratore norvegese Fridtjof Nansen
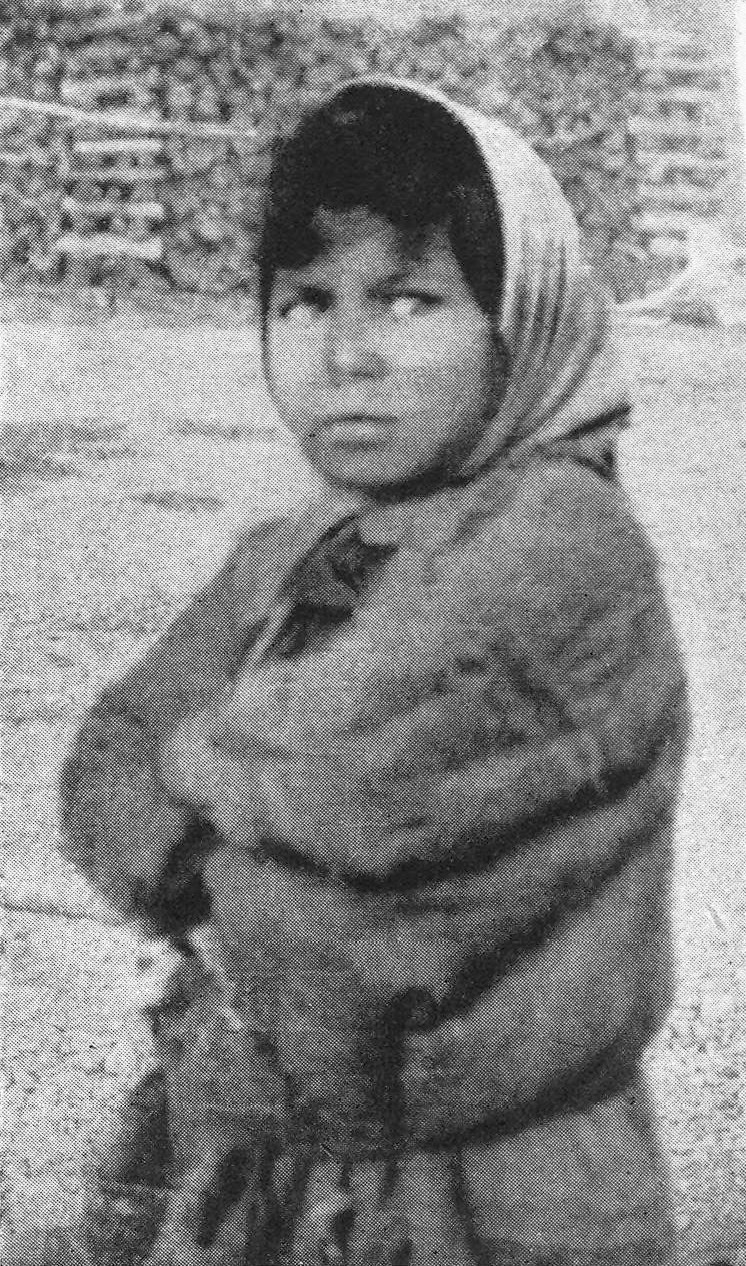
Ragazzo ket (1914)
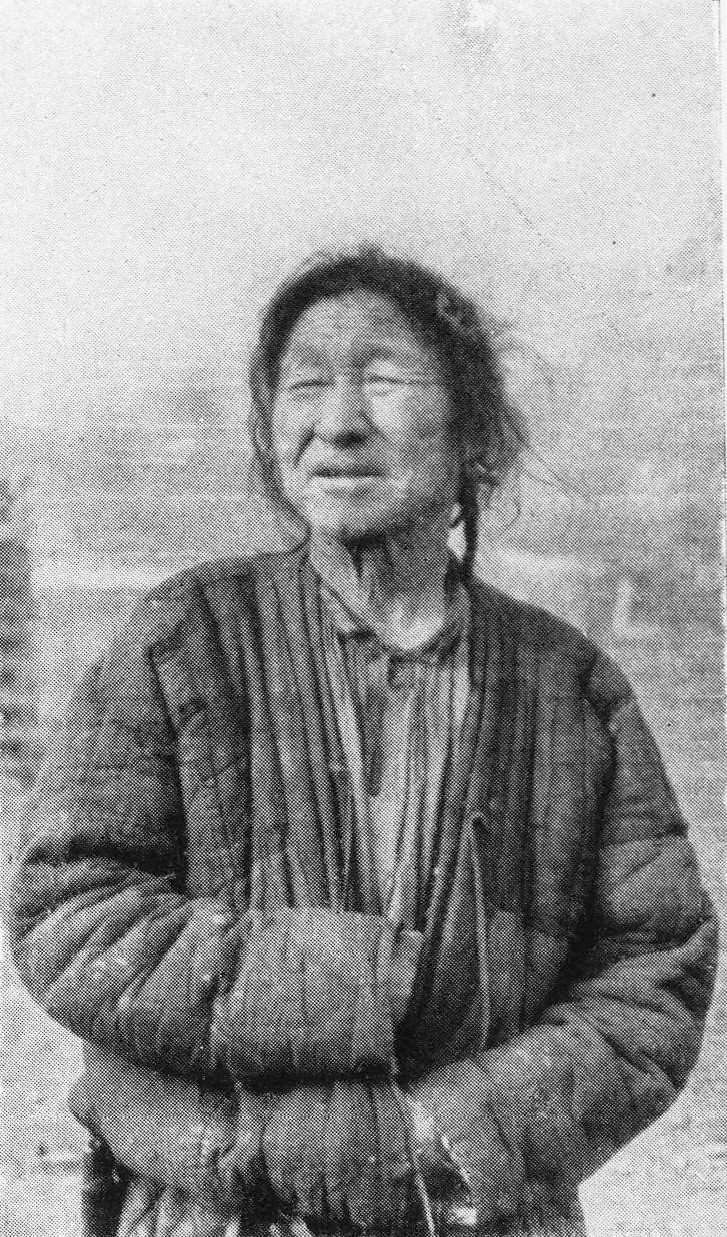
Donna ket (1914)